# Oliver Dimon Kellogg
Oliver Dimon Kellogg (Linwood, 10 luglio 1878 – Greenville, 27 agosto 1932) è stato un matematico statunitense.

## Biografia
Suo padre, Day Otis Kellogg, era un professore di letteratura presso l'Università del Kansas e curatore dell'edizione americana dell'Enciclopedia Britannica. Nel 1895 Oliver Kellogg iniziò i suoi studi universitari all'Università di Princeton, dove conseguì il Master nel 1900. Con una borsa di studio John S. Kennedy studiò poi presso l'Università Humboldt di Berlino e nel 1901/1902 all'Università Georg-August di Gottinga. A Gottinga, nel 1902, conseguì il dottorato di ricerca con una tesi Zur Theorie der Integralgleichungen und des Dirichlet'schen Prinzips sotto la direzione di David Hilbert. Dopo aver completato la sua tesi, Kellogg divenne professore a Princeton e dal 1905 presso l'Università del Missouri, dove divenne professore nel 1910. Durante la prima guerra mondiale fu consulente scientifico presso la Coast Guard Academy a New London, dove lavorò sul rilevamento sottomarino. Kellogg divenne lettore presso l'Università di Harvard nel 1919, professore associato nel 1920, e professore nel 1927. Morì per un attacco cardiaco durante una scalata alla Doubletop Mountain vicino a Greenville nel Maine. ERa sposato ed ebbe una figlia.
Kellogg è conosciuto per il suo lavoro sulla teoria del potenziale, che è stato oggetto della sua tesi di laurea e anche del suo famoso libro di testo del 1929 Foundations of Potential Theory (Fondamenti della teoria del potenziale). Nel 1922, con George David Birkhoff, generalizzò il teorema del punto fisso di Brouwer nel teorema di Birkhoff-Kellogg.
Fra i suoi allievi ebbe Arthur Copeland.

## Opere
- con Earle Raymond Hedrick, Applications of the calculus to mechanics (Boston: Ginn, 1909)
- Foundations of Potential Theory. Grundlehren der Mathematischen Wissenschaften, Springer-Verlag 1967.